# Årnäs
Årnäs ist ein Ort (småort) in der schwedischen Gemeinde Götene. Er liegt etwa 15 Kilometer westlich der Stadt Mariestad am Ufer des Vänersees.

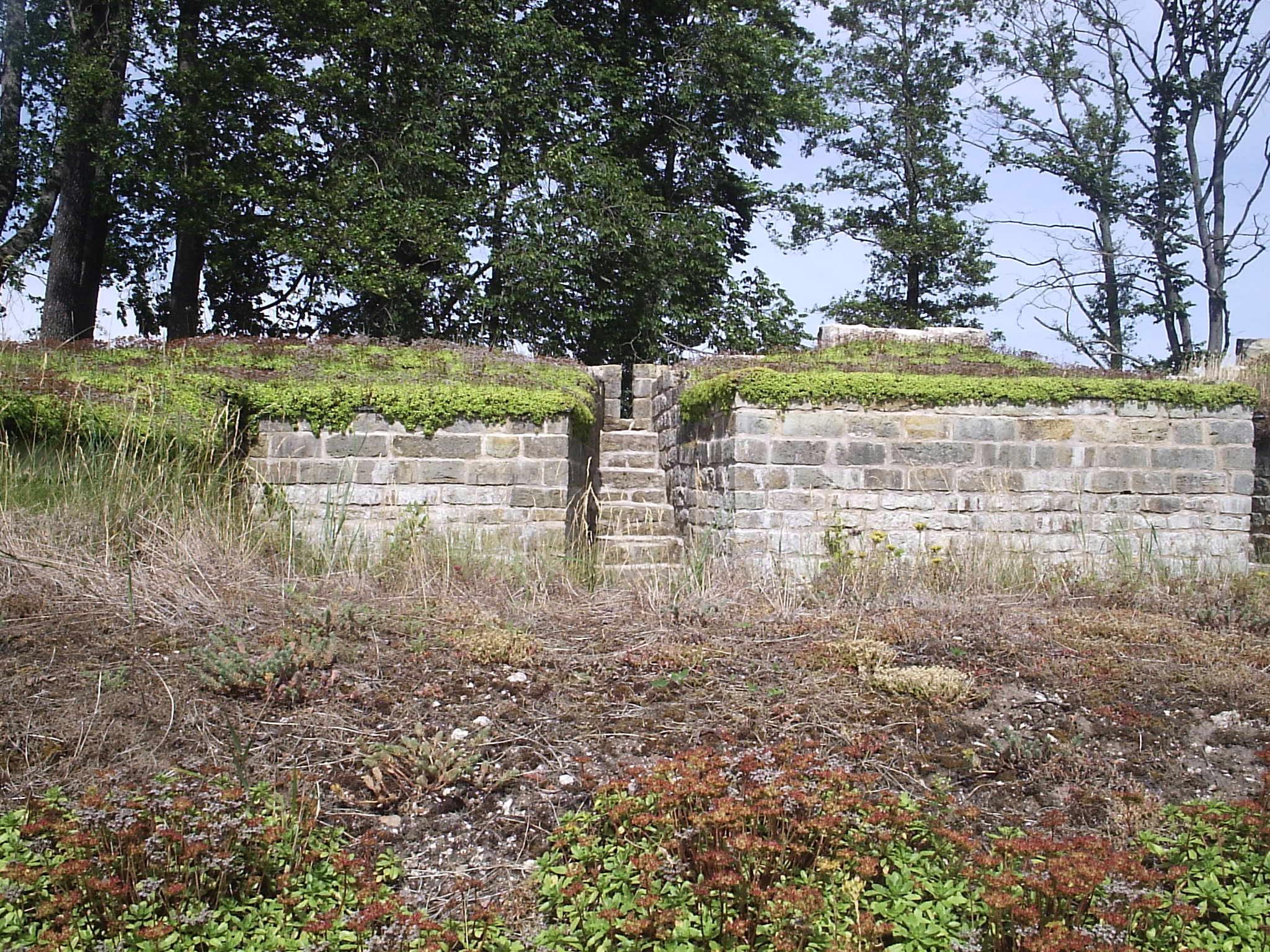
Burgruine Aranäs

Årnäs ist geprägt vom Gut Årnäs, das seit dem Mittelalter bekannt ist und auf dessen Gebiet die Burgruine Aranäs liegt. 1802 wurde ein Glaswerk in Årnäs gegründet, das aber 1960 stillgelegt wurde.

## Persönlichkeiten
- Axel Erik Roos (1684–1765), Baron, Generalleutnant und Landeshauptmann